# Morgantown (Kentucky)
Pour les articles homonymes, voir Morgantown.
La ville de Morgantown est le siège du comté de Butler, dans l'État du Kentucky, aux États-Unis. Elle comptait 2 394 habitants lors du recensement de 2010.

## Source
- (en) Cet article est partiellement ou en totalité issu de l’article de Wikipédia en anglais intitulé « Morgantown, Kentucky » (voir la liste des auteurs).